# Karl Weißenborn
Karl Weißenborn (* 10. April 1945 in Schierke) ist ein ehemaliger Geschäftsführer, Politiker (FDP) und Mitglied der Bremischen Bürgerschaft.

## Biografie
Weißenborn war in den 1970er/1980er Jahren bis 1985 als Hauptgeschäftsführer des FDP-Landesverbandes Bremen tätig. Danach wurde er Mitarbeiter bei der Friedrich-Naumann-Stiftung und dann stellv. Abteilungsleiter der FDP-nahen Europäischen Begegnungsstätte in Berlin. Um 1991 war er Geschäftsführer der Arbeitsgemeinschaft selbstständiger Unternehmer (ASU) in den neuen Ländern und ab 1996 und in den 2000er Jahren Hauptgeschäftsführer des Hotel- und Gaststättenverbandes Berlin.
Er war Mitglied der FDP und von 1975 bis 1979 Mitglied der 9. Bremischen Bürgerschaft und Mitglied verschiedener Deputationen.